# Shukumeï
Shukumeï est le premier album de bande dessinée de la série Les Innommables.

## Synopsis
Mac, Tim et Tony, trois militaires tire-au-flanc, et le lieutenant Damage, partent en mission sous la direction du capitaine Agénor Woolcox dans la jungle de Bornéo pour retrouver la carcasse d'un avion perdu pendant la Seconde Guerre mondiale.

## Personnages
- Général Mac Ernest : c'est lui qui envoie les innommables en mission, surtout pour s'en débarrasser.
- Capitaine Agénor Woolcox : chef de l'expédition.
- Nick Mc Buttle : dit "Mac". 120 kg de muscle et de couenne, grand amateur de cigare. C'est le leader du trio.
- Anthony Key : dit "Tony". Constamment sarcastique et négatif. C'est pourtant le séducteur du trio.
- Timothy O'Rey : dit "Tim". Homme de petite taille, naïf comme un enfant. Il est toujours équipé d'une batte de baseball dont il sait très bien se servir.
- Lieutenant Adam Damage : bricoleur de génie.
- La secrétaire du général : Elle se cache pour s'embarquer dans le camion afin de suivre Tony dont elle est éprise.
- Steve : un des 7 déserteur qui vit dans la carcasse du B-29 dans la jungle de Bornéo. Il semble être leur chef.
- Ronnie : un des 7 déserteurs qui vivent dans la carcasse du B-29 dans la jungle de Bornéo.
- Ted : un des 7 déserteurs qui vivent dans la carcasse du B-29 dans la jungle de Bornéo.
- Le chef des Dayak : il fait du troc avec les déserteurs.
- Raoul : le cochon adoptif de Mac.
- Buck Beauregard : commandant de la mission de bombardement de Tokyo.
- Mulligan O'Rourke : capitaine des pirates qui recueillent Mac, Tony et Tim.

## Autour de l'album
Cette histoire paraît dans Spirou en 1980. C'est la suite directe de Matricule triple zéro. Elle paraît pour la première fois en album en 1987 chez Bédéscope/Glénat. C'est la deuxième histoire des Innommables à sortir en album. La première étant Aventure en jaune. Quatre planches sont ajoutées en guise de conclusion. En 2002, alors que Les Innommables sont édités chez Dargaud depuis 1994, la série est, pour la seconde fois, renumérotée. Shukumeï devient le numéro 1 de la série. Il paraît juste après Pas-de-Mâchoire et inaugure une nouvelle maquette pour la série. Pour l'occasion, Conrad, à l'instar de Hergé, redessine une partie d'une trentaine de planches sur les 44 pour gagner en lisibilité, comme il l'a fait précédemment pour la réédition d'Aventure en jaune.
Ce qui arriva à la bombe larguée en pleine mer est raconté dans les deux premiers tomes de Tigresse Blanche, la série spin-off des Innommables.

## Éditions
- Shukumeï, Dupuis, 1980 : Première parution dans Le Journal de Spirou du numéro 2219 au numéro 2229. 40 pages. Mise en couleurs de Didier Conrad.
- Shukumeï, Bédéscope/Glénat, 1987 : Première édition. Quatre planches sont ajoutées en guise de conclusion. 43 planches + 3 illustrations.
- Shukumeï, Dargaud, 2002 : Réédition. Nouvelle version redessinée et nouvelle mise en couleur de Cyril Liéron. L'illustration de couverture montre les innommables en train d'avancer dans une rivière.